# Station Loches
Station Loches is een spoorwegstation in de Franse gemeente Loches.